# Rimsko-volščanske vojne
Rimsko volščanske vojne so bile niz vojn med Rimsko republiko in Volski, italski narod|starodavnim italskim ljudstvom]]. Volščanska migracija v južni Lacij je povzročila konflikt s starimi prebivalci te regije, Latini pod vodstvom Rima, prevladujoče mestne države v regiji. Do konca 5. stoletja pr. n. št. so bili Volski vse bolj v defenzivi in do konca Samnitskih vojn so bili vključeni v Rimsko republiko. Starodavni zgodovinarji so v svojih poročilih o zgodnji Rimski republiki posvetili precej prostora volščanskim vojnam, vendar so sodobni zgodovinarji dvomili v zgodovinsko točnost večine tega gradiva.

## Zgodnji konflikt
Po zgodnji pol-legendarni zgodovini Rima je bil rimski sedmi in zadnji kralj Lucij Tarkvinij Superb prvi, ki je šel v vojno proti Volščanom, s čimer se je začelo dvesto let konfliktnih odnosov med državama. Tarkvinij je zavzel bogato mesto Suesso Pometio, katerega plen je uporabil za gradnjo velikega Jupitrovega templja Optimus Maximus. Za svojo zmago je praznoval triumf.

## Volščanska agresija
V 5. stoletju pr. n. št. sta Volski in Ekvi, sorodno ljudstvo, vdrli v Lacij, kar je bil del večjega vzorca migracij oskijsko-umbrijskih sabelskih plemen iz [apenini|[Apeninov]] v ravnine. Zdi se, da je bilo preplavljenih več obrobnih latinskih skupnosti. V odgovor so Latini oblikovali Foedus Cassianum, vzajemno vojaško zavezništvo med latinskimi mesti z Rimom kot vodilnim partnerjem. Starodavni viri beležijo boje proti Ekvom, Volščanom ali obema skoraj vsako leto v prvi polovici 5. stoletja pr. n. št. Znano je, da naj bi rimski plemič Gnej Marcij Koriolan prestopil k Volščanom, potem ko so ga zavrnili njegovi rojaki. To letno vojskovanje bi prevladovali napadi in protinapadi, ne pa bitke na odprtem polju, kot jih opisujejo starodavni viri.

### Volščanska invazija leta 495 pr. n. št.
Po Liviju so okoli leta 496 pr. n. št., preden so Rimljani premagali latinsko zvezo v bitki pri jezeru Regillus, Volski zbrali čete za pomoč Latinom. Zaradi hitrega pohoda rimskega diktatorja volščanske sile niso prispele pravočasno, da bi sodelovale v bitki. Vendar so Rimljani izvedeli za volščanske dejavnosti in leta 495 pr. n. št. je konzul Publij Servilij Prisk Struk vkorakal na volščansko ozemlje. Volski so bili prestrašeni in so dali tristo otrok vodilnih mož iz Kore in Suessa Pometije kot talce. Rimska vojska se je umaknila.
Kmalu zatem pa so Volski sklenili zavezništvo s Herniki in poslali ambasadorje, da bi poiskali pomoč Latinov. Latini, ki so jih Rimljani premagali prejšnje leto, so bili tako ogorčeni nad poskusi Volščanov, da bi jih zvabili v novo vojno, da so prijeli volščanske ambasadorje, jih izročili konzulom v Rimu in jim opozorili, da Volski skupaj s Herniki spodbujajo vojno. Rimski senat, tako hvaležen za pomoč Latinov, je vrnil 6.000 ujetnikov latinskim mestom in v zameno so Latini poslali zlato krono v Jupitrov tempelj Optimus Maximus v Rimu. Zbrala se je velika množica, vključno z osvobojenimi latinskimi ujetniki, ki so se zahvaljevali svojim ujetnikom. Rečeno je, da so se med Rimljani in Latini kot posledica tega dogodka razvile velike vezi prijateljstva.
Nekaj časa kasneje leta 495 pr. n. št. je skupina latinskih konjenikov odjahala v Rim, da bi opozorila, da se volščanska vojska približuje mestu. Nesoglasja med rimskimi plebejci (ki so bili jezni zaradi ravni dolgov, ki so jih trpeli) in patricijskimi senatorji so bila hitro preprečena. Plebejci so se zaradi svojih pritožb zavrnili vpis v boj proti Volščanom. Senat je poslal konzula Servilija, da reši zadevo. Servilij je zbral ljudi in jih sprva pomiril z odloki, ki so lajšali nekatere hujše težave z dolgovi in tudi z obljubami o nadaljnjem preučevanju problemov dolgov po vojni. Ljudje, pomirjeni, so se zbrali, da bi prisegli vojaško prisego in kmalu zatem je Servilij popeljal rimsko vojsko iz mesta in postavil tabor nedaleč od sovražnika.
Volski so naslednjo noč napadli rimski tabor v upanju, da bodo izkoristili nesoglasja med Rimljani. Namesto tega je rimska vojska prijela orožje in odbila napad. Naslednji dan so Volski ponovno napadli rimske utrdbe, napolnili jarke in napadli obzidje. Konzul je sprva zadržal rimske čete, kar je Volščanom omogočilo, da so uničili velik del utrdb okoli tabora. Nato je dal ukaz za napad in Volski so bili poraženi že v prvem spopadu. Rimska vojska je zasledovala volščansko vojsko do njenega tabora in tabor je bil obkoljen, nato pa zavzet in oplenjen po begu Volščanov. Rimska sila je zasledovala volščansko vojsko do Suessa Pometije in zavzela ter oplenila to mesto. Rimljani so se nato v slavi vrnili v Rim. V Rim so nato prispeli ambasadorji iz volščanskega mesta Ecetre in senat se je strinjal, da jim podeli mir pod pogojem, da se njihova zemlja preda Rimu.

### Spopad leta 494 pr. n. št.
V obdobju ljudskega nezadovoljstva v Rimu, ki je privedlo do prvega odcepitve plebejcev leta 494 pr. n. št., so Volski, Sabinci in Ekvi istočasno prijeli orožje. Da bi se soočili z grožnjo, je bil imenovan rimski diktator, Manij Valerij Maksim. Zbranih je bilo deset legij, več kot kdaj koli prej, od katerih so bile tri dodeljene konzulu Verginiju, da se spopade z Volski.
Verginij je napredoval z rimsko vojsko in opustošil volščansko ozemlje, da bi Volščane izzval v bitko. Obe vojski sta se utaborili blizu druga druge, nato pa sta se postavili v bojne vrste na ravnini med taboroma. Volski, ki so bili precej številčnejši, so napadli rimsko linijo. Rimski konzul je svojim četam ukazal, naj ostanejo trdne in naj ne napredujejo niti ne vračajo sovražnikovih bojnih krikov. Rimljani so bili dejansko napoteni, da pustijo svoja kopja zabodena v tla, vendar naj izvlečejo meče in napadejo volščanske čete, ko se srečajo z rimsko linijo. Volski, utrujeni od svojega napada, so bili premagani z rimskim odporom in so se neurejeno umaknili. Rimska vojska je zasledovala in zavzela volščanski tabor, od tam pa je nadaljevala z zavzetjem volščanskega mesta Velitrae, kjer so pobili veliko preostalih volščanskih čet, razen majhnega števila, ki jim je bilo ponujeno četrtletje in so se predali.
Ozemlje okoli Velitrae je bilo zavzeto in v mestu je bila ustanovljena rimska kolonija.

### Rimske povračilne akcije leta 493 pr. n. št.
Leta 493 pr. n. št. se je rimska vojska, ki jo je vodil konzul Postumij Kominij Aurunk, bojevala in premagala silo Volščanov iz obalnega mesta Antium. Rimska vojska je zasledovala Volščane do mesta Longula (severno od Antiuma). Rimljani so zavzeli Longulo, nato pa so, zasledujoč Volščane severneje, zavzeli tudi mesto Pollusca in sledili Volščanom do mesta Corioli.
Rimska vojska je oblegala Corioli. Medtem, ko so se Rimljani osredotočali na obleganje, je iz Antija prispela druga volščanska sila in napadla Rimljane, hkrati pa so vojaki iz Coriolija izvedli izpad. Mladi rimski plemič Gaj Marcij, je bil v času volščanskega napada na straži. Hitro je zbral majhno skupino rimskih vojakov, da bi se borili proti Volščanom, ki so izpadli iz Coriolija. Ne samo, da je odbil sovražnika, ampak je vdrl skozi mestna vrata in nato začel požigati nekatere hiše ob mestnem obzidju. Prebivalci Coriolija so zakričali, celotna volščanska sila pa je bila demoralizirana in so jo Rimljani premagali. Mesto je bilo zavzeto, Marcij pa je dobil priimek Coriolanus.

### Sovražnosti preprečene leta 492 pr. n. št.
Leta 492 pr. n. št. je Rim prizadela lakota. Konzula sta poskušala kupiti žito pri sosednjih ljudstvih. Med Volski so trgovcem z žitom grozili z nasiljem, če bi žito prodali Rimljanom.
Tit Livij poroča, da so se Volski pripravljali na napad na Rim. Vendar se je med Volski razširila kuga in vojna je bila preprečena. Rimljani so sprejeli ukrepe za zaščito svojega položaja. Dodatni rimski kolonisti so bili poslani v mesto Velitrae, nova rimska kolonija pa je bila ustanovljena v Norbi.

### Volščanska invazija pod vodstvom Coriolana v letih 491–488 pr. n. št.
Leta 491 pr. n. št. je bil Coriolanus, ki je bil pomemben pri obleganju volščanskega mesta Corioli leta 493 pr. n. št., izgnan iz Rima, ker je zagovarjal razveljavitev pro-plebejskih političnih reform, ki so izhajale iz prve secesije plebejcev leta 494 pr. n. št. Coriolanus je pobegnil k rimskim sovražnikom Volščanom in prebival pri volščanskem vodji Atiju Tuliju Aufidiju.
Medtem so v Rimu v velikem obsegu praznovali Velike igre in številni Volski so potovali v Rim, da bi sodelovali pri praznovanjih. Aufidij je poskušal najti način, kako bi spodbudil volščansko sovražnost proti Rimu. Dobil je zasebno avdienco pri konzulih in jih prepričal, da se boji, da bi lahko prišlo do nesoglasij med volščansko mladino in Rimljani. Konzula sta zadevo predložila senatu, senat pa se je odločil izgnati Volščane iz Rima.
Aufidij je srečal bežeče Volščane zunaj Rima v gaju, posvečenem boginji Ferentini in spodbudil njihova čustva proti Rimu, s čimer je povzročil, da so Volski napovedali vojno Rimu.
Coriolanus in Aufidij sta vodila volščansko vojsko proti rimskim mestom, kolonijam in zaveznikom. Rimski kolonisti so bili izgnani iz Circeii. Nato so ponovno zavzeli nekdanja volščanska mesta Satricum, Longula, Pollusca in Corioli. Nato je volščanska vojska zavzela Lavinium, nato Corbio, Vitellia, Trebia, Lavici in Pedum.
Od tam so Volski odkorakali proti Rimu in ga oblegali. Volski so se sprva utaborili pri Kluilijanskem jarku, pet milj zunaj Rima in pustošili po podeželju. Coriolanus je Volščanom naročil, naj napadejo plebejsko lastnino in prizanesejo patricijem.
Konzula, zdaj Spurij Navtij Rutilus in Sekst Furij, sta pripravila obrambo mesta.Toda plebejci so jih rotili, naj prosita za mir. Senat je bil sklican in dogovorjeno je bilo, da se k sovražniku pošljejo prosilci. Sprva so bili poslani ambasadorji, toda Coriolanus je poslal negativen odgovor. Ambasadorji so bili drugič poslani k Volskom, vendar jim je bil zavrnjen vstop v sovražni tabor. Nato so Rimljani poslali duhovnike v njihovih regalijah, vendar niso dosegli nič več kot ambasadorji.
Nato so Coriolanusova mati Veturia in njegova žena Volumnia ter njegova dva sinova, skupaj z rimskimi matronami, odšli v volščanski tabor in Coriolanusa rotili, naj preneha z napadom na Rim. Coriolanusa so premagale njihove prošnje in volščanski tabor je umaknil stran od mesta, s čimer se je obleganje končalo. Rim je počastil služenje teh žensk z izgradnjo templja, posvečenega Fortuni (ženskemu božanstvu).
Coriolanusova usoda po tej točki je nejasna, vendar se zdi, da ni več sodeloval v vojni.
Volščanska vojska se je nato vrnila na rimsko ozemlje, da bi napadla mesto. Pridružili so se jim Ekvi. Vendar je izbruhnil spor, saj Ekvi niso hoteli sprejeti Aufidiusa za svojega vodjo in Volski in Ekvi so se borili v besni bitki, v kateri je bila moč vsakega od njiju resno zmanjšana.

### Nadaljevanje sovražnosti od 487 pr. n. št.
Eden od konzulov v naslednjem letu (487 pr. n. št.), Titus Sicinius Sabinus, je bil zadolžen za nadaljevanje vojne z Volski. Izid sovražnosti v tistem času je nejasen, čeprav se zdi, da so se Rimljani bolje odrezali.
Volski in Ekvi so bili skupaj ponovno poraženi leta 485 pr. n. št. Konzul Quintus Fabius Vibulanus (konzul 485 pr. n. št.) si je nakopal jezo plebejcev, ker je plen zmage shranil pri publicum namesto v aerarium.
Ponovno so se leta 484 pr. n. št. obnovile sovražnosti z Volski in Ekvi. Rimljani, ki jih je vodil konzul Lucius Aemilius Mamercus, so premagali sovražnika, rimska konjenica pa je pobila mnoge v begu, ki je sledil.
Leta 483 pr. n. št. Livij pravi, da so Volski obnovili sovražnosti, vendar daje malo podrobnosti, razen da so Rimljani posvečali malo pozornosti temu vprašanju, saj je bila njihova lastna moč več kot zadostna in so bili moteni z notranjimi zadevami.
Leta 475 pr. n. št. so Volski skupaj z Rimsko Ekvi napadli latinsko ozemlje. Latini, ki so se jim pridružili Herniki, vendar brez pomoči rimskih čet ali rimskega poveljnika, so odbili sovražnika in zajeli znatno količino plena. Rimski konzul Gaius Nautius Rutilus je bil nato poslan proti Volskom in volščansko ozemlje je bilo opustošeno, vendar ni bilo pomembnega spopada med nasprotnimi silami.

### Volščanski napadi med 471 pr. n. št. in 468 pr. n. št.
Volski so napadli rimsko ozemlje leta 471 pr. n. št. in ponovno od 469 do 468 pr. n. št., v času družbenih pretresov v Rimu.
Leta 471 pr. n. št. je bil konzul Appius Claudius Sabinus Regillensis (konzul 471 pr. n. št.), ki so ga ljudje v Rimu sovražili. Neuspešno je nasprotoval Lex Publilia (471 pr. n. št.) (priljubljeni zakonodaji], ki jo je predlagal tribun Volero Publilius, s čimer je razjezil prebivalstvo.
Hkrati so Volski v upanju, da bodo izkoristili notranji konflikt v Rimu, opustošili rimsko ozemlje. Vojna proti njim je bila dodeljena Appiusu Klavdiju. Prizadet zaradi poraza s strani tribunov, je bil konzul odločen, da svojo vojsko podvrže najstrožji disciplini. Toda njegovo nespoštovanje do plebejcev je bilo tako razvpito, da so bili njegovi vojaki odkrito neposlušni in neposlušni. Zavrnili so napad na sovražnika, namesto tega so se umaknili v svoj tabor in so se obrnili proti volščanskim silam šele, ko so bili sami napadeni. Njegovi častniki so Appiusa odvrnili od takojšnjega ukrepanja proti vojakom, vendar je bila vojska ponovno napadena in se je razkropila, ko je zapustila taborišče.
Ko je Appius dosegel varnost rimskega ozemlja, je zbral ostanke svoje vojske in ukazal, naj se vsi vojaki, ki so izgubili opremo ali zastave in vsi častniki, ki so zapustili svoja mesta, bičajo in obglavijo. Nato je preostanek vojske kaznoval z decimacijo, kar je bil najzgodnejši primer te posebne kazni v rimski zgodovini.
Leta 469 pr. n. št., v času, ko so se v Rimu zaradi ljudskih nemirov zdeli neizbežni izgredi, so Volski ponovno napadli rimsko ozemlje in začeli požigati rimska podeželska posestva. Konzul Titus Numicius Priscus je dobil odgovornost za vodenje vojske proti Volščanom. Volščanske sile so zapustile rimsko ozemlje, vendar jih je Numicius zasledoval, premagal volščansko vojsko v začetnem spopadu, nato pa, ko so se volščanske sile zatekle v Antium, je Numicius zavzel sosednje pristaniško mesto Caenon; to majhno mesto je bilo dokončno uničeno.
Sovražnosti so se nadaljevale v naslednjem letu. Rimsko vojsko je vodil konzul Titus Quinctius Capitolinus Barbatus. V začetnem spopadu so bili Rimljani skoraj poraženi, vendar jim je Quinctius dvignil moralo, tako da je vsakemu krilu vojske povedal, da ima drugo krilo velik uspeh. Tako ponovno oživljeni so Rimljani zmagali. Sledilo je obdobje počitka, saj sta se obe strani pregrupirali. Nato so Volski sprožili nočni napad na rimski tabor. Toda konzul je sovražnika zadržal z kohorto zavezniških Hernikov, skupaj z jahači trobentači (cornicines in tubicines), da bi sovražnik mislil, da se Rimljani pripravljajo na protinapad. To je sovražnika držalo v napetosti ponoči in Rimljanom omogočilo dober spanec. Tako osveženi Rimljani so ob zori pod vodstvom konzula napadli Volščane. Volski so zavzeli položaj na višjem terenu. Konzul je okleval z napadom navzgor, vendar so ga rimske čete prepričale, naj izda ukaz za napad. Rimljani so pustili svoja kopja zapičena v tla, da bi zmanjšali breme. V veliki bitki, ki je sledila, so bili Rimljani zmagoviti. Quinctius je nato Rimljane vodil k obleganju Antiuma in mesto se je kmalu zatem predalo. V mestu je bila naslednje leto ustanovljena alatinska kolonija, kar je predstavljalo velik poraz za Volščane. Quinctius je za svojo zmago praznoval triumf.

## Rast rimske moči
V drugi polovici 5. stoletja pr. n. št. sta Rimljani in Latini očitno zajezili val volščanske agresije. Viri beležijo ustanovitev več rimskih kolonij v tem obdobju, medtem ko se omembe vojn proti Ekvom in Volščanom zmanjšajo.

### Bitkaad Maecium389 pr. n. št.
Leta 390 pr. n. št. je galska vojna skupina najprej premagala rimsko vojsko v bitki pri Alliji in nato oplenila Rim. Stari pisci poročajo, da so v naslednjem letu Etruščani, Volski in Ekvi vsi zbrali vojske v upanju, da bodo izkoristili ta udarec rimski moči, medtem ko so Latini in Herniki opustili svoje zavezništvo z Rimom.

#### Antični zapisi
Tit Livij, Plutarh in Diodor Sicilski podajajo približno podobne pripovedi o kasnejši rimski kampanji proti Volskom, pri čemer je Plutarhov opis najbolj podroben. Po Plutarhu in Diodoru Siculusu so rimski konzularni tribuni (tribuni s konzulskimi pooblastili) odkorakali z vojsko in postavili tabor blizu gore Marcius, vendar so njihov tabor napadli Volski.
Da bi se spopadli s številnimi sovražniki, so Rimljani zdaj imenovali aMarcus Furius Camillusa za diktatorja. Po Plutarchu je Camillus zbral novo vojsko, ki je vključevala može, ki so bili običajno preveč stari za vojaško službo, se izognil Volskom tako, da je obkrožil goro Marcius in prispel v sovražnikovo zaledje, kjer je svojo prisotnost naznanil s prižiganjem ognjev. Oblegani Rimljani so se pripravljali na izpad. Namesto, da bi tvegali napad z dveh strani, so se Volski umaknili v svoj tabor in se zabarikadirali. Ker je vedel, da bo ob sončnem vzhodu z gora pihal močan veter, je Camillus ukazal delu svojih sil, naj izvedejo preusmeritveni napad na nasprotni strani, medtem ko je on vodil preostalo vojsko, da bi vrgla ogenj v sovražnikov tabor, ko bo sonce vzšlo. Ob pomoči vetra so ognji požgali tabor do tal. Večina sovražnikov je propadla, bodisi v ognju bodisi v obupnih napadih na rimsko vojsko.
Po Diodoru Siculusu je Camillus odkorakal ponoči. Ob zori je napadel Volske v zaledju, medtem ko so ti napadali tabor. Tisti v taboru so izpadli. Napadeni z dveh strani so bili Volski pobiti. Po Liviju, ki ne omenja začetnih težav konzularnih tribunov, je bila novica o Camillusovem imenovanju za poveljnika dovolj, da so se Volski zabarikadirali v svojem taboru pri ad Maecium blizu Lanuviuma. Camillus je zažgal barikade, kar je volščansko vojsko spravilo v takšno zmedo, da so imeli Rimljani, ko so napadli tabor, malo težav pri porazu Volskov. Camillus je nato opustošil njihovo ozemlje, dokler se Volski niso bili prisiljeni predati.
Starodavni viri nato pripovedujejo, kako je Camillus dosegel velike zmage najprej proti Ekvijem in nato proti Etruščanom pri Sutriumu. Livij prav tako opisuje količino zajetega plena. Po zmagi v treh sočasnih vojnah se je Camillus zmagoslavno vrnil v Rim. Številni ujetniki, zajeti v etruščanski vojni, so bili javno prodani; potem ko je bilo zlato, dolgovano rimskim matronam poplačano (prispevale so svoje zlato za odkup Rima od Galcev), je ostalo dovolj za tri zlate sklede z vgraviranim imenom Camillusa, ki so bile postavljene v Tempelj Jupitra Optima Maksima pred nogami kipa Juno.

#### Sodobne interpretacije
Številne podobnosti med opisi kampanj iz let 389 in 386 pr. n. št. (glej spodaj) – v obeh je Camillus postavljen za poveljnika, premaga Volske in pride na pomoč Sutriumu – so povzročile, da so nekateri sodobni avtorji menili, da gre za podvojitve. To je bil pogled Karl Julius Belocha, ki je menil, da je galsko plenjenje imelo resen in dolgotrajen vpliv na rimsko usodo. V skladu s tem morajo biti Camillusove osupljive zmage proti Etruščanom in Volskom tako kmalu po tem izmišljotine, namenjene zmanjšanju obsega rimskega poraza. Različni kasnejši pisci so nato te izmišljene zmage obravnavali na različne načine, jih pripisovali različnim letom z različnimi naključnimi podrobnostmi, dokler se v Livijevih spisih niso pojavile kot ločene, vendar sta bili na koncu oba dogodka nehistorična .
Cornell (1995) meni, da je bil galska plenitev Rima nazadovanje, od katerega si je Rim hitro opomogel, in vidi rimske zmage, ki so sledile, kot nadaljevanje agresivne ekspanzionistične politike, ki se je začela tri desetletja prej. Poročila o teh zmagah so bila pretirana in dodelana, nekateri dogodki pa podvojeni, vendar v bistvu opisujejo zgodovinske dogodke, ki se ujemajo s širšo sliko razvoja Rima. Čeprav je bila vloga Kamilusa pretirana, pogostost, s katero je zabeleženo, da je bil na položaju, priča o njegovi politični pomembnosti v Rimu v tem obdobju.
Oakley (1997) meni, da so poročila o rimski zmagi proti Volskom leta 389 pr. n. št. zgodovinska. Vsi trije ohranjeni viri so verjetno izpeljali svoja poročila o tej bitki iz skupne tradicije, razlike pa so posledica tega, da so različni avtorji izpuščali različne podrobnosti. To hipotezo krepi zelo podobno poročilo Livija in Plutarha o bojih pri Sutriumu pozneje istega leta. Vendar pa so prvotni zgodovinski zapisi verjetno samo navajali, da so Rimljani zmagali proti Volskom v bitki, ki se je odvijala pri ad Maecium, vse druge podrobnosti pa so bile kasnejše iznajdbe. Razen vračila zlata matronam, bi lahko Livijev opis Kamilusovega triumfa tistega leta temeljil na verodostojnih informacijah; če je tako, bi to pomagalo potrditi, da so se boji zgodili. Zmaga tistega leta proti Volskom je odprla pontinsko regijo za nadaljnje rimske vdore.
Forsythe (2005) zavzema bolj skeptičen pogled. Verjame, da je zgodovinski le obstoj treh zlatih skled, ki jih je Kamilus posvetil Junoni. Iz teh so starodavni pisci izumili vrsto bliskovitih zmag proti tradicionalnim sovražnikom Rima v času Kamilusa – to so bili Etruščani, Ekvi in Volski – in jih datirali v leto po galskem plenjenju, ko naj bi bil Rim oblegan s strani sovražnikov z vseh strani.

### Rimski načrti za pontinsko regijo 388–385 pr. n. št.
Do razvoja mestas Latine v sodobnem času je bil jugovzhodni Lacija pokrit s Pontinskimi močvirji. Med temi močvirji in Monti Lepini je bilo območje suhe zemlje, ager Pontinus. Pontinska regija je prizorišče večine zabeleženih bojev med Rimljani in Volski v 380-ih in 370-ih letih pr. n. št.
Livij je naš edini vir za naslednjih nekaj let. Po njegovem mnenju so leta 388 rimski tribuni plebsa predlagali razdelitev pontinskega ozemlja, vendar so naleteli na malo podpore plebsa. Leta 387 pr. n. št. je Lucij Sicinij, tribun plebsa, ponovno odprl vprašanje pontinskega ozemlja. Vendar pa je bilo vprašanje opuščeno, ko je v Rim prispela novica, da je Etruskanija v orožju. Antijci so naslednje leto napadli pontinsko ozemlje in v Rimu je bilo poročano, da so Latini poslali bojevnike, da bi jim pomagali. Rimljani so izvolili Kamilusa za enega od šestih konzularnih tribunov tistega leta v pričakovanju etruščanske vojne. Zdaj je prevzel vodenje zadev skoraj kot da bi bil izvoljen za diktatorja. Izbral je enega od drugih konzularnih tribunov, Publija Valerija Potita Poplikolo, za svojega kolega v volški vojni, ostale štiri pa je zadolžil za obrambo in upravljanje mesta.
Kamilus in Valerij sta se srečala z Antijci pri Satricumu. Poleg Volskov so Antijci pripeljali veliko število Latinov in Hernikov na polje. Sprva prestrašeni zaradi velikosti in sestave sovražne vojske, so po navdušujočem govoru Kamilusa rimski vojaki napadli sovražnika. Trdili so, da je Kamillus, da bi še bolj spodbudil svoje može, ukazal, naj se vojaški standard vrže v sovražnikove vrste. Volski so bili poraženi in pobiti v velikem številu med begom, dokler deževna nevihta ni končala bojev. Latini in Herniki so zdaj zapustili Volske, ki so se zatekli v Satricum. Kamillus je najprej začel redno obleganje, a ko so izpadi prekinili gradnjo njegovih oblegovalnih del, je spremenil taktiko in mesto zavzel z jurišem. Valerija je pustil poveljevati vojski, Kamillus pa se je vrnil v Rim, da bi senat prepričal, naj nadaljuje vojno in napade Antium, volščansko prestolnico. Vendar pa je ob novici, da Etruščani napadajo obmejne trdnjave Nepete in Sutrium, bilo namesto tega odločeno, da naj Kamillus in Valerij z novo vojsko, zbrano v Rimu, napadeta Etruščane. Konzularna tribuna Lucij Quinctius Cincinnatus in Lucius Horatius Pulvillus sta bila poslana, da nadaljujeta volščansko vojno Livij nato opisuje, kako je Kamillus ponovno premagal Etruščane pri Sutriumu in Nepeteju.
Leta 385 pr. n. št. je bil Aulus Cornelius Cossus (dictator) imenovan za diktatorja z Titusom Quinctiusom Capitolinusom kot magister equitumom, navidezno za reševanje volščanske vojne in prebegov Latinov in Hernikov, vendar je bil pravi razlog nemir, ki ga je povzročil Marcus Manlius Capitolinus. Diktator je svojo vojsko popeljal na pomptinsko ozemlje, za katerega je slišal, da ga napadajo Volski. Volščansko vojsko so povečali Latini in Herniki, vključevala pa je tudi kontingente iz rimskih kolonij Circeii in Velitrae. Pripravljajoč se na bitko naslednji dan po prihodu, je Cornelius ukazal svojim vojakom, naj sprejmejo sovražnikov napad. Rimljani so stali trdno in ko je, kot je bilo načrtovano, konjenica pod Titusom Quinctiusom napadla, je med sovražnikom izbruhnila panika. Volski so pobegnili z bojišča in njihov tabor je bil zavzet. Cornelius je ves plen, razen ujetnikov, podaril vojakom. Po vrnitvi v Rim je Aulus Cornelius praznoval svoj rimski triumftriumf nad Volski. Satricum je bil koloniziran z 2.000 rimskimi državljani, vsak naj bi prejel dva in pol jugerov zemlje (en juger je ca. 1⁄4 hektarja.
Po Diodoru so v varonskem letu 386 pr. n. št. Rimljani poslali 500 kolonistov na Sardinijo. To bi lahko bila tudi referenca na kolonizacijo Satricuma, pri čemer je ime pokvaril Diodor ali njegov prepisovalec.

#### Sodobne interpretacije
Beloch je zavrnil Kamilusovo kampanjo iz leta 386 kot podvojitev tiste iz leta 389 (sama izmišljena) in tudi dogodke iz leta 385, saj so bili odvisni od Kamilusove zmage pri Satricumu prejšnje leto. Novejši avtorji, Cornell (1995), Oakley (1997) in Forsythe (2005), so namesto tega izbrali interpretacijo teh dogodkov kot del ekspanzionistične rimske politike za prevzem nadzora nad pomptinsko regijo. Zato se boji odvijajo v Satricumu in Antiumu namesto na rimskem ozemlju.
Zadolženost je bila v tem obdobju v Rimu stalna težava. Prednostna metoda za odpravo dolgov, dodeljevanje zemljišč, je zagotavljala motivacijo za rimsko širitev v pomptinsko regijo. Viri pa omenjajo številne predloge za zemljiške reforme za razdelitev javnih zemljišč, nekateri od njih so morda nehistorični. Sicinii so pomembno vlogo igrali kot plebejski voditelji v borbi patricijev in plebejcev, vendar je vprašljivo, koliko tega ima zgodovinsko podlago. Plebejski tribun leta 388, L. Sicinius, je sicer neznan in bi lahko bil izmišljotina.
Circeii in Velitrae sta bila kolonizirana s strani Rima in Latinov leta 393 oziroma 401, vendar sta bili to morda le garniziji. Do leta 385 so domači Volski morda ponovno prevzeli nadzor nad temi mesti, vendar je možno tudi, da so se rimski in latinski naseljenci zdaj obrnili proti Rimu. Ti dve naselji, bolj kot katera koli druga latinska mesta, bi se počutili ranljivi zaradi agresivnih rimskih načrtov za pomptinsko regijo.

### Volski se združijo z Latini 383–381

#### Antični zapisi
Livij poroča, da se je leta 383 Lanuvium, latinsko mesto, ki je bilo do takrat zvesto Rimu, uprlo in se pridružilo Volskom ter kolonijama Circeii in Velitrae v vojni proti Rimu. V Rimu so plemena na nasvet senata soglasno napovedala vojno Velitraeju, potem ko je bilo imenovanih pet komisarjev za razdelitev pomptinskega ozemlja in trije za ustanovitev kolonije v Nepete. Vendar je v Rimu celo leto vladala kuga in nobena kampanja ni bila sprožena. Med upornimi kolonisti je bila mirovna stranka za prošnjo Rima za odpuščanje, vendar je vojna stranka še naprej ohranjala naklonjenost prebivalstva in bil je sprožen napad na rimsko ozemlje, s čimer so se končali vsi pogovori o miru. Leta 382 sta konzularna tribuna Spurius in Lucius Papirius odkorakala proti Velitraeju, njuni štirje kolegi pa so ostali braniti Rim. Rimljani so premagali vojsko Veliternianov, ki je vključevala veliko število Praenestinskih pomožnih enot, vendar so se vzdržali napada na kraj, saj so dvomili ali bi bil napad uspešen in niso želeli uničiti kolonije. Na podlagi poročila tribunov je Rim napovedal vojno Praenesteju. Po Velleiusu Paterculusu so Rimljani v tem letu ustanovili kolonijo v Setiji
Livij in Plutarch podajata vzporedne pripovedi za leto 381. V tem letu naj bi se Volski in Praenestinci združili in po Liviju, uspešno zavzeli rimsko kolonijo Satricum. V odgovor so Rimljani izvolili Marka Furija Kamilusa za konzularnega tribuna šestič. Kamilusu je bila s posebnim senatskim odlokom dodeljena volščanska vojna. Njegov kolega tribun Lucius Furius Medullinus je bil z žrebom izbran za njegovega sodelavca pri tem podvigu. Obstajajo nekatere razlike med Livyjem in Plutarchom v njunih poročilih o kampanji, ki je sledila. Po Livyju so tribuni odkorakali iz Esquilinskih vrat proti Satricumu z vojsko štirih legij, vsaka je štela 4.000 mož. V Satricumu so srečali vojsko, ki je bila precej številčnejša in željna bitke. Kamilus pa se ni hotel spopasti s sovražnikom, temveč je poskušal podaljšati vojno. To je razjezilo njegovega kolega, Lucija Furija, ki je trdil, da je Kamilus postal prestar in počasen in kmalu je pridobil celotno vojsko na svojo stran. Medtem, ko se je njegov kolega pripravljal na bitko, je Kamilus oblikoval močno rezervo in čakal na izid bitke. Volski so se začeli umikati kmalu po začetku bitk in, kot so načrtovali, so bili Rimljani potegnjeni za njimi navzgor po vzpetini proti volščanskemu taboru. Tukaj so Volski postavili več kohort v rezervo in te so se pridružile bitki. Težavni boj navzgor proti številčnejšim silam je Rimljane kmalu prislil v beg. Vendar je Kamilus pripeljal rezerve in zbral bežeče vojake, da so se postavili. Ko je pehota omahovala, je rimska konjenica, ki jo je zdaj vodil Lucij Furij, razjahala in napadla sovražnika peš. Posledično so bili Volski poraženi in so v paniki pobegnili; zavzet je bil tudi njihov tabor. Veliko Volskov je bilo ubitih in še več ujetih. Po Plutarhu je bolni Kamil čakal v taboru, medtem ko se je njegov kolega spopadel s sovražnikom. Ko je slišal, da so bili Rimljani poraženi, je skočil s svojega ležišča, zbral vojake in ustavil sovražnikovo zasledovanje. Nato je drugi dan Kamil izpeljal svoje sile, premagal sovražnika v bitki in zavzel njihov tabor. Kamil je nato izvedel, da so Satricum zavzeli Etruščani in da so bili vsi rimski kolonisti tam pobiti. Večino svojih sil je poslal nazaj v Rim, medtem ko sta on in najmlajši možje napadli Etruščane in jih izgnali iz Satricuma. Ko sta opisala Kamilovo zmago pri Satricumu, sta Livij in Plutarh nadaljevala z opisom rimske priključitve latinskega mesta Tusculuma.

#### Sodobne interpretacije
Od vseh starih latinskih mest je bil Lanuvium najbližje Pomptinski ravnini. Zato ni presenetljivo, da se je zdaj pridružil boju proti Rimu. Medtem, ko so podrobnosti, ki jih je Livij navedel za kampanjo leta 382 verjetne, so prvotni zapisi verjetno navajali le, da je prišlo do bojev proti Praenesteju in Velitraeju. Od dveh različic Kamilove zmage pri Satricumu leta 381 se Plutarhova šteje za bližjo zgodnejšim analistom kot Livijeva. Zlasti Livij predstavlja plemenitejšo sliko Kamila kot Plutarh in je tudi stisnil vse boje v en dan namesto v dva. Da bi se Praenestinci pridružili Volskom pri Satricumu in bili tam poraženi s strani Kamila je dovolj verjetno; vendar pa se večina, če ne vse podrobnosti okoli bitke, vključno z domnevnim sporom med Kamilom in Lucijem Furijem, danes štejejo za kasnejše izmišljotine. Zlasti obseg bitke in rimska zmaga sta bila močno pretirana.

### Poraz Antija in uničenje Satricuma 380–377

#### Antični zapisi
Livij je naš edini vir za naslednjih nekaj let. Poroča, da so Rimljani leta 380 zavzeli Velitrae, vendar je bil glavni dogodek tistega leta uspešna kampanja rimskega diktatorja Tita Kvinkcija Cincinata proti Praenesteju, ki je bil prisiljen prositi za mir. Leta 379 so Rimljani dodelili poveljstvo volščanske vojne konzularnim tribunom Publiju in Gaju Manliju zaradi njunega visokega rodu in priljubljenosti, vendar se je to izkazalo za napako. Rimski poveljniki so poslali svoje nabiralce hrane, ne da bi prej opravili kakršno koli izvidovanje in so bili nato zvabljeni v zasedo s strani sovražnikovega vohuna, ki je lažno poročal, da so bili nabiralci obkoljeni. Volski so napadli tudi rimski tabor. V Rimu so se najprej odločili imenovati diktatorja, a ko so Rimljani spoznali, da Volski ne nameravajo nadaljevati svoje zmage, so se namesto tega odločili, da umaknejo svojo vojsko z volščanskega ozemlja. Novi kolonisti so bili poslani tudi za okrepitev Setie. Naslednje leto 378, so Volski napadli in oplenili rimsko ozemlje v vseh smereh. V Rimu so tribuni plebsa najprej ovirali vpis vojakov, dokler patriciji niso sprejeli njihovih pogojev, da se vojna taksa ne bo plačala, dokler se vojna ne konča in da se ne bodo vlagale tožbe zaradi dolgov. Ko so bile te notranje težave odpravljene, so Rimljani razdelili svoje sile v dve vojski. Ena, pod poveljstvom konzularnih tribunov Spurija Furija Medulina in Marka Horacija Pulvila, naj bi se odpravila proti Antiju in obalnim območjem, druga, pod Kvintom Servilijem Fidenasom in Lucijem Geganiusom Macerinusom pa proti Ecetri in goram. V upanju, da bodo Volščane zvabili v bitko, so Rimljani začeli pustošiti po volščanski pokrajini. Ko so požgali več oddaljenih vasi in uničili sovražnikovo žetev, sta se obe vojski z plenom vrnili v Rim.
Po Liviju so leta 377 Volski in Latini združili svoje sile pri Satricumu. Rimska vojska, pod poveljstvom konzularnih tribunov Publija Valerija Potita Poplicole (isti Valerij, ki je poveljeval s Kamilom proti Volščanom leta 386) in Lucija Emilija Mamercina, je krenila proti njim. Bitko, ki je sledila, je prvi dan prekinila nevihta. Drugi dan so se Latini nekaj časa upirali Rimljanom, saj so poznali njihovo taktiko, vendar je konjeniški napad razbil njihove vrste in ko je rimska pehota nadaljevala z novim napadom, so bili razbiti. Volski in Latini so se umaknili najprej v Satricum in nato v Antij. Rimljani so jih zasledovali, vendar niso imeli opreme za obleganje Antija. Po prepiru ali naj nadaljujejo vojno ali prosijo za mir, so latinske sile odšle in Antiati so predali svoje mesto Rimljanom. V besu so Latini požgali Satricum in uničili celotno mesto, razen templja Mater Matuta - glas iz templja naj bi grozil s strašno kaznijo, če ognja ne bi držali stran od svetišča.

#### Sodobne interpretacije
Krivdo za poraz Rimljanov leta 379 pripisujejo poveljnikom in ne vojakom, kar je pogosta tema v Livijevih delih. Livijev povzetek obravnavanja kampanje leta 378 kaže, da tisto leto ni bilo večjih rimskih uspehov. Ecetra, pogosto omenjena v volščanskih vojnah 5. stoletja, se tukaj pojavi zadnjič v zabeleženi zgodovini. Sodobni zgodovinarji niso mogli zanesljivo določiti lokacije tega volščanskega mesta.
Mater Matuta je bila božanstvo, prvotno povezano z jutranjo svetlobo. Tempelj v Satricumu je bil glavno središče njenega kulta. Vendar Livij beleži tudi požig Satricuma, razen templja Mater Matuta, leta 346, tokrat s strani Rimljanov. Sodobni zgodovinarji se strinjajo, da je ta dvakratni požig Satricuma v letih 377 in 346 podvojitev. Beloch je menil, da Rimljani ne bi zabeležili latinskega napada na Satrikum, zato je požig leta 377 imel za retrospektivo dogodkov iz leta 346. Oakley (1997) zavzema nasprotno stališče, saj verjame, da je manj verjetno, da bi starodavni zgodovinarji izumili požig s strani Latinov kot požig s strani Rimljanov. Čeprav je dvakratno čudežno reševanje templja zavrženo kot podvojitev, to ne pomeni samodejno, da močno sporni Satricum ni mogel biti zavzet tako leta 377 kot leta 346. Livij beleži, da so Satricum ponovno kolonizirali Volski leta 348, vendar je to malo verjetno zgodovinsko; če je bil Satricum uničen s strani Latinov, je moral biti kmalu zatem ponovno zaseden.
Sodeč po ustanovitvi kolonij in dodelitvi zemljišč v regiji Pomptine se zdi, da Volski v tem času niso več predstavljali resne grožnje rimski moči. Po dveh desetletjih uspešnega osvajanja in utrjevanja, je Rim zdaj vstopil v obdobje notranjih bojev in političnih reform.

### Operacije proti Velitraeju 370–367
Po tradicionalni rimski kronologiji naj bi bila leta 375-371 obdobje anarhije, v katerem v Rimu niso bili izvoljeni kurilni magistrati. Sodobni zgodovinarji menijo, da anarhija ni trajala dlje kot eno leto, če je sploh obstajala in podaljšanje na pet let pripisujejo poskusom antičnih zgodovinarjev, da bi uskladili rimsko in grško zgodovino. Navidezna šestletna prekinitev rimsko-volščanskih zadev po letu 377 je zato zavajajoča.

#### Antični zapisi
Livij se je odločil, da bo svoje poročilo o letih 376-367 osredotočil na notranje politične boje v Rimu, ki so vodili do odločitve leta 367, da se konzularne tribune nadomesti z dvema konzuloma kot glavnima letno izvoljenima rimskima magistratoma in odprtje te funkcije plebejcem; pri tem je le mimogrede omenil zunanje zadeve Rima. Piše, da so leta 370 Velitraejci napadli rimsko ozemlje in napadli Tusculum. Rimska reševalna vojska je prekinila obleganje Tusculuma in v zameno oblegala Velitrae. To obleganje naj bi nato trajalo več let, v katerih se ni zgodilo nič omembe vrednega, dokler se ni končalo z rimskim uspehom leta 367. Po Plutarhu se je Velitrae predal Kamilu, petič diktatorju leta 367, brez boja. Zasedba Velitraeja je Kamilov zadnji zabeleženi podvig. Postal je žrtev kuge, ki je pustošila po Rimu leta 365.

#### Sodobne interpretacije
Malo verjetno je, da bi bil Velitrae neprekinjeno oblegan več let. Bolj verjetno je bil tarča vrste letnih kampanj, dokler ni bil končno zavzet. Po tem porazu Livij ne omenja konflikta med Velitraejem in Rimom do leta 357.

## Sporadično vojskovanje

### Prva vojna s Privernumom 358–357
Leta 358 so Rimljani ustanovili dve novi plemeni, Pomptina in Publilia. Jasno je, da je bila vsaj Pomptina ustanovljena v Pomptinski regiji, kjer je Rim po uspešnih vojnah prejšnjih desetletij moral imeti trden oprijem.
Livy tudi poroča, da sta v tem letu najprej Privernum in nato Velitrae napadla rimsko ozemlje. Rimljani so vojno proti Privernumu dodelili enemu od konzulov leta 357, Gaju Marciju Rutilu. Ozemlje Privernuma je bilo dolgo v miru in Marcijeva vojska je zajela veliko plena. Marcij je svojim vojakom dovolil obdržati vse, ne da bi karkoli prisvojil za državo. Privernati so si pred svojimi zidovi postavili utrjen tabor. Rimljani so napadli ta tabor in se pripravljali na napad na mesto, ko so se Privernati predali. Nad Privernati je bil proslavljen triumf. Fasti Triumphales beleži, da je Marcij Rutilus proslavil svoj triumf nad Privernati 1. junija. To je prvi pojav Privernuma v rimski zgodovini, močnega mesta v dolini Amaseno, takrat jugovzhodne meje rimske moči. Livy očitno ni štel Privernuma za volščansko mesto, vendar več drugih antičnih virov potrjuje, da je bilo tako.
Livy piše, da so leta 353 Latini poročali Rimu, da so Volski zbrali vojsko in nameravali opustošiti rimsko ozemlje. Poveljstvo te vojne je bilo dano konzulu Marku Valeriju Poplicoli. Tabor je postavil v Tusculumu, vendar se je moral vrniti v Rim, da bi imenoval diktatorja, ko je grozila vojna z etruščanskim mestom Caere. Livijevo skopo omenjanje Volskov v njegovem poročilu o letih 350 pr. n. št. kaže, da so bili podjarmljeni s ponavljajočimi se boji v prejšnjih letih in da zaenkrat niso predstavljali velike grožnje rimski širitvi.

### Poraz Antija in uničenje Satrika 346
Livij navaja, da so kolonisti iz Antija ponovno zgradili Satrik leta 348. Nato je leta 346 v Rim prispela novica, da so odposlanci iz Antija poskušali podžgati Latince proti Rimu. Konzul Mark Valerij Korv je s svojo vojsko odkorakal v Satrik in se spopadel z Antiati in drugimi volškimi četami v bitki. Volski so pobegnili v Satrik, vendar so se predali, ko so Rimljani že nameravali zavzeti mesto. Ujetih je bilo 4.000 moških in številni necivilisti. Satrik je bil oplenjen in požgan; prihranjen je bil le tempelj Mater Matute. 4.000 mož, ki so se predali, so bili med triumfalno procesijo peljani pred konzulovo kočijo in nato prodani, kar je prineslo veliko vsoto v državno blagajno. Po nekaterih Livijevih virih so bili ti ujetniki sužnji, ki so bili ujeti v Satriku. Livij je to menil za bolj verjetno kot to, da so bili predani borci. Fasti Triumphales beleži, da je Mark Valerij Korv praznoval svoj triumf nad Antiati in Satrikani 1. februarja.
Sodobni zgodovinarji so široko obravnavali dve uničenji Satrika v letih 377 in 346, obakrat je preživel le tempelj Mater Matute, kot podvojitev. Domnevna obnova mesta leta 348 je verjetneje rekonstrukcija poznejšega analista, da bi pojasnil, kako bi Satrik lahko bil uničen drugič. Arheološka izkopavanja so potrdila, da je po sredini četrtega stoletja od Satrika preživel le tempelj Mater Matute. Vendar, če se potem dvojno uničenje Satrika zavrne kot nehistorično, to ne pomeni nujno, da to sporno mesto ni bilo zavzeto tako leta 377 kot leta 346. Trditev o 4.000 ujetnikih, ne glede na to ali so bili vojni ujetniki ali sužnji, je najverjetneje poznejša iznajdba in ne temelji na nobenem verodostojnem zapisu.

### Zavzetje Sore 345
Livij ugotavlja, da so konzuli leta 345 zavzeli Soro, ki se nahaja v srednji dolini Liri, od Volskov z napadom presenečenja. To je najzgodnejša znana rimska kampanja v dolino Liri, ki je bila omogočena z njihovo prejšnjo zmago nad Herniki. Zavzetje Sore bi lahko predstavljalo novo rimsko politiko popolnega uničenja volške moči. Sora je naslednjič omenjena med drugo samnitsko vojno, ko so jo Samniti leta 315 vzeli Rimljanom. Vendar ni znano ali je Rim neprekinjeno nadzoroval Soro od 345 do 315. Naslednje zabeležene rimske operacije proti severnim Volskom so se zgodile šele leta 329.

### Vojne s Privernom in Antijem 341
Leta 343 je izbruhnila prva samnitska vojna med Rimom in Samniti zaradi nadzora nad Kampanijo in leta 342 so Rim, po mnenju več starodavnih piscev, pestili državljanski nemiri in vojaški upor. Livij piše, da so Privernati to izkoristili za nenaden napad in opustošenje rimskih kolonij Norba in Setia. V Rim je prispela tudi novica, da se je volška vojska pod vodstvom Antiata zbrala v Satriku. Rimljani so vojno proti Privernumu in proti Antiumu dodelili enemu od konzulov za leto 341, Gaju Plavtiju Venu, medtem ko je drugi, Lucij Emilij Mamercin, vodil kampanjo proti Samnitom. Plavtij je najprej premagal Privernate in zavzel njihovo mesto. Naložili so jim rimsko garnizijo in zaplenili dve tretjini njihovega ozemlja. Plavtij je nato odkorakal proti Antiatijem pri Satricumu. Huda bitka, ki se je končala šele z nevihto, je preprečila nadaljnje izgube. Številni Volski so se odločili za umik ponoči, umikajoč se v Antium in puščajoč ranjence in del prtljage za seboj. Rimljani so zbrali veliko orožja, ki je ostalo na bojišču in v volščanskih taboriščih, ki jih je konzul ukazal sežgati kot žrtev boginji Lui Materi. Nato je opustošil volščansko ozemlje vse do obale.
Volski bi bili v svoji vojni proti Rimu motivirani tako z možnostjo izkoriščanja Rima, ki ga je motila vojna in državljanski spori, kot tudi z zaskrbljujočo možnostjo, da bi bili obkroženi z rimskim ozemljem, če bi Rim pridobil trden nadzor nad Kampanijo. Vendar so sodobni zgodovinarji dvomili v več elementov Livijevega poročila. Rimski zavzem Privernuma je ponovno zabeležen za leto 329, ko je bil Lucij Emilij Mamercin drugič konzul, tokrat z Gajem Plavtijem Decijanom kot svojim kolegom. Nekateri sodobni zgodovinarji so zato vojno iz leta 341 obravnavali kot nehistorično podvojitev tiste iz leta 329. Podporni argument te teorije je, da so Rimljani pleme Ufentina na nekdanjem privernatskem ozemlju ustanovili šele v popisu leta 318 in ne v popisu leta 332. Vendar ni samo po sebi neverjetno, da se je Rim moral boriti v več vojnah proti Privernumu. Imena konzulov za obe vojni bi bila potem le naključje. Rimska garnizija v Privernumu, če je zgodovinska, verjetno ni ostala tam dolgo. Kampanja proti Antiatijem ima manj resne težave. Bitka, ki jo je prekinila nevihta, je verjetno kasnejša iznajdba. Tudi darovanje zajetega orožja Lui Materi je morda izmišljeno. Toda kljub tem kasnejšim olepšavam ni bistvenih razlogov, zakaj se Antium ne bi boril proti Rimu leta 341.

## Rimska podreditev Volskov
Volski so se pridružili Latinom v njihovem zadnjem poskusu, da bi se otresli rimske nadvlade, latinski vojni, 340–338, vendar je Rim ponovno zmagal in volščanska mesta so bila vključena v Rimsko republiko z različnimi stopnjami političnih pravic. Rimski preobrati v samnitskih vojnah so povzročili nekaj nemirov med Volski, vendar niso imeli trajnega vpliva.
Glej tudi:
•	Volski